# T’osan
T’osan (kor. 토산군, T’osan-gun) – powiat w Korei Północnej, w prowincji Hwanghae Północne. W 2008 roku liczył 62 727 mieszkańców. Graniczy z powiatami Kŭmch’ŏn na zachodzie, Changp’ung na południu, Sin’gye na północy oraz z należącymi do prowincji Kangwŏn powiatami Ch’ŏrwŏn i Ich’ŏn na wschodzie. Gospodarka powiatu oparta jest na rolnictwie.

## Historia
Do 1914 roku był to osobny powiat, wówczas został włączony w skład powiatu Kŭmch’ŏn. W grudniu 1952 roku sformowany ponownie z terenów miejscowości (kor. myŏn), należących do powiatu Kŭmch’ŏn: Oeryu, Hapt'an, Jwa, Sŏch'ŏn, Gui oraz z 10 wsi miejscowości T’osan. Początkowo składał się z jednego miasteczka (T’osan-ŭp) oraz 18 wsi (kor. ri).

## Podział administracyjny powiatu
W skład powiatu wchodzą następujące jednostki administracyjne:
| Nazwa jednostki administracyjnej | Rodzaj jednostki administracyjnej | Chosŏn’gŭl | Hancha |
| -------------------------------- | --------------------------------- | ---------- | ------ |
| T’osan-ŭp                        | miasteczko                        | 토산읍     | 兎山邑 |
| Yangsa-ri                        | wieś                              | 양사리     | 陽寺里 |
| Ryong'am-ri                      | wieś                              | 룡암리     | 龍岩里 |
| Wŏlsŏng-ri                       | wieś                              | 월성리     | 月城里 |
| Pukp'o-ri                        | wieś                              | 북포리     | 北浦里 |
| Anbong-ri                        | wieś                              | 안봉리     | 安鳳里 |
| Hwanggang-ri                     | wieś                              | 황강리     | 黃江里 |
| Maebong-ri                       | wieś                              | 매봉리     | 梅峰里 |
| Ha'nam-ri                        | wieś                              | 하남리     | 下南里 |
| Pongbul-ri                       | wieś                              | 봉불리     | 烽佛里 |
| Suhap-ri                         | wieś                              | 수합리     | 水合里 |
| Hapt'an-ri                       | wieś                              | 합탄리     | 合灘里 |
| Munsŏng-ri                       | wieś                              | 문성리     | 文城里 |
| Midang-ri                        | wieś                              | 미당리     | 彌堂里 |
| Songse-ri                        | wieś                              | 송세리     | 松細里 |
| Paekhwa-ri                       | wieś                              | 백화리     | 白花里 |
| Songch'ŏn-ri                     | wieś                              | 송천리     | 松川里 |
| Sŏkbong-ri                       | wieś                              | 석봉리     | 石峰里 |